# Gare de Granollers Centre
La gare de Granollers Centre (en catalan : estació de Granollers Centre) est une gare ferroviaire espagnole appartenant à ADIF située sur le territoire de la commune de Granollers, dans la comarque du Vallès Oriental, dans la province de Barcelone, en Catalogne. La gare se trouve sur la ligne Barcelone - Gérone - Portbou, et des trains de Rodalies de Catalogne des lignes R2 et R2 Nord et R8 des services de Rodalia de Barcelone et la ligne R11 des services régionaux, opérés par Renfe Operadora s'y arrêtent. 

## Situation ferroviaire
- Ligne 270 (Barcelone - Gérone - Portbou)

## Histoire

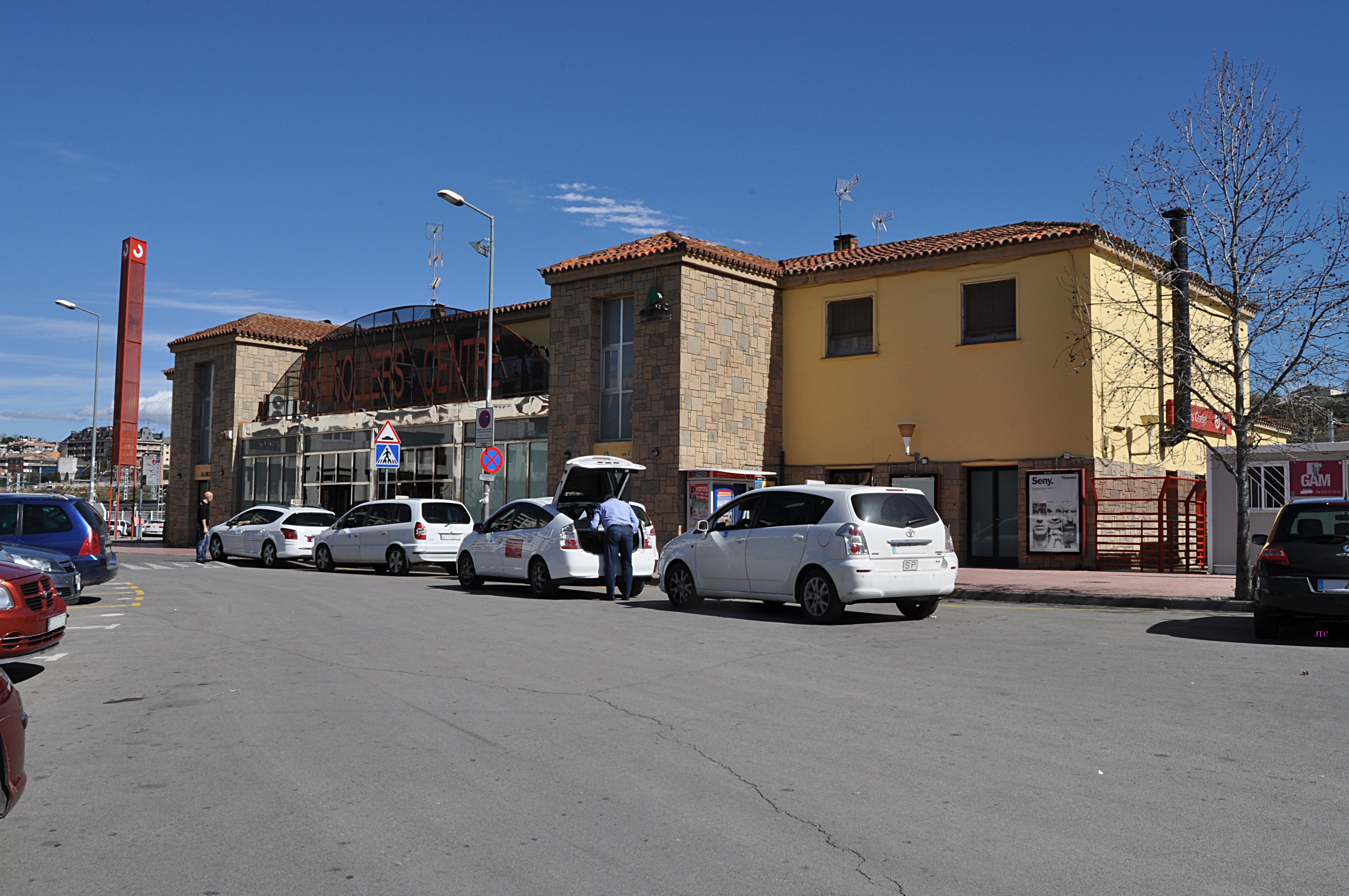
Le bâtiment de la deuxième gare, en service depuis 1958.

L'ancienne gare de la ligne de Granollers ou Gérone est entré en service en 1854, quand est entré en service le tronçon bâti par Chemins de Fer de Barcelone à Granollers entre Barcelone (ancienne gare de Granollers, substituée par la Gare de France) et Granollers Centre,,. 
Bien qu'elle soit située au sud de la ville, sa dénomination de centre est due au fait qu'avant, la station se trouvait véritablement au centre de Granollers. L'ancienne gare a été mise en service le 23 juillet 1854[réf. nécessaire], juste à côté du centre historique de la ville. La croissance urbaine de Granollers et le danger des routes qui traversaient déjà le noyau urbain au cours des dernières années ont fait que, au début des années 1930, le conseil municipal de Granollers et la société MZA sont convenus de déplacer les deux cents mètres vers à l'est et la station la plus au sud à l'emplacement actuel. Les travaux ont commencé en 1934 mais ce n'est qu'en 1958 que la station actuelle est entrée en service. L'ancienne gare du centre Granollers a été démolie en 1965.

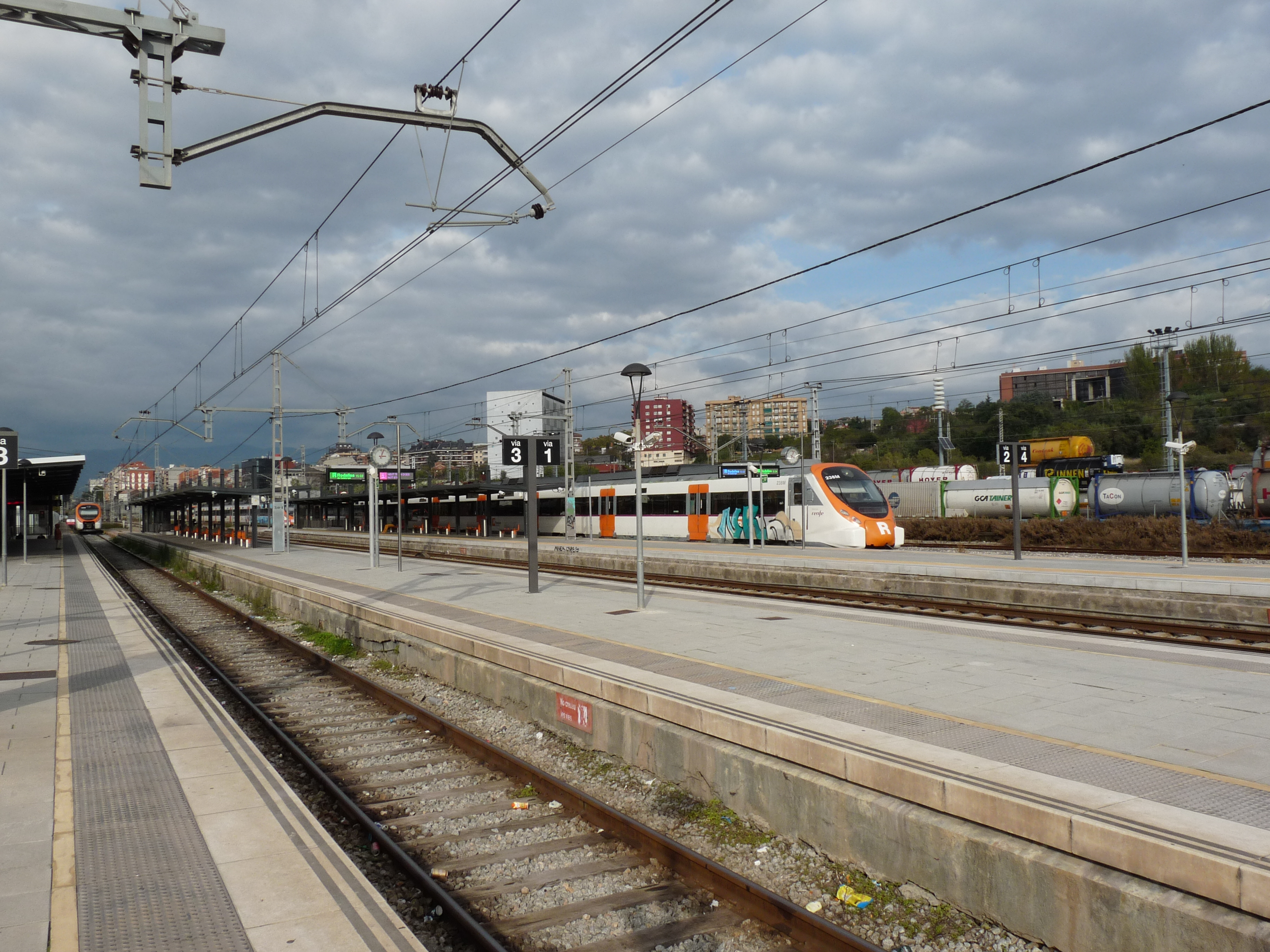
Les quais, après la réforme du 2017

Des années plus tard, en 2017, la gare a été réaménagée afin de l'adapter aux personnes à mobilité réduite. Les plates-formes ont été élargies, l'éclairage et le vestibule ont été améliorés, les auvents ont été réhabilités et trois ascenseurs ont été installés. Au cours de ces travaux, le passage entre les voies était fermé, une passerelle provisoire a été installée au-dessus des voies. Cela a provoqué une forte controverse qui a gravement affectés la mobilité des personnes avec des poussettes ou des bagages, car ils ont dû franchir plus de 150 marches avant de redescendre. La controverse s'intensifiait du fait des mobilisations citoyennes auxquelles le médiateur devait intervenir, Rafael Ribó. La controverse a été cessée une fois que le passage entre les voies et les ascenseurs a été mis en service.

### Fréquentation
En 2016, 1 553 000 voyageurs ont transité dans cette gare.

## Service des voyageurs

### Desserte
Tous les trains originaires de Castelldefels (quelques trains de renfort dispersés pendant la journée) terminent et commencent leurs parcours dans cette gare.

Installations et desserte
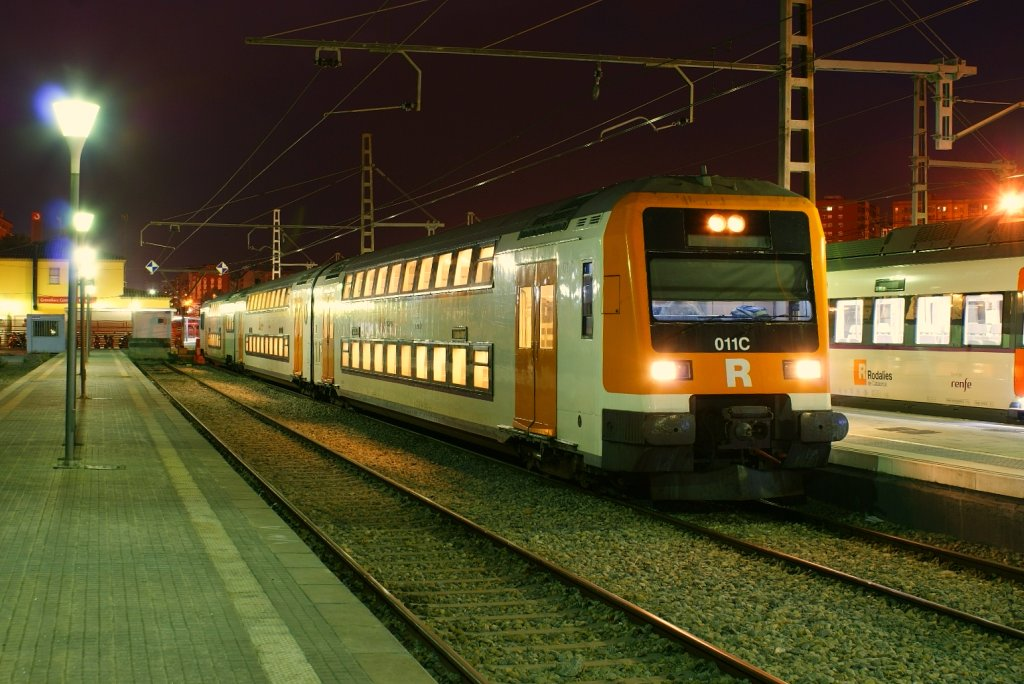
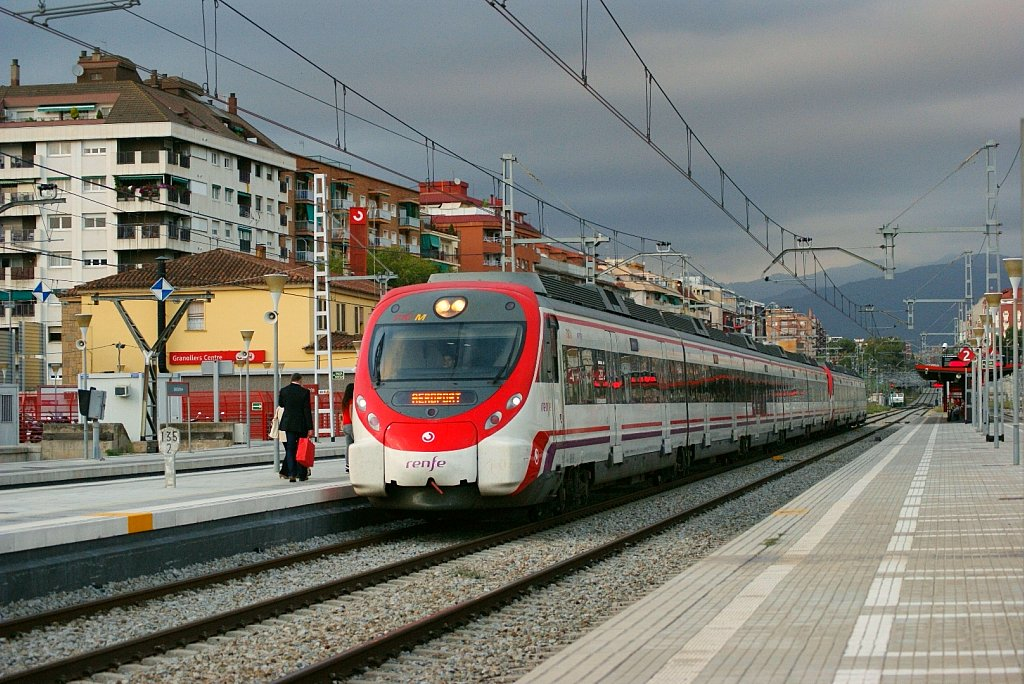

### Intermodalité
À côté de la gare, il y a des bus urbains et quelques interurbains qui s'y arrêtent, ce qui fait de cette gare un pôle multimodal train-bus.

## En projet
Il est prévu que la gare fasse partie de la Ligne Ferroviaire Orbitale à l'horizon 2026.